# МВЕ-72
МВЕ-72 (рос. МВЭ-72: минный взрыватель электронный 1972 года разработки) — мінний підривник, призначений для підривання протипіхотних осколкових мін при дії противника на його обривний датчик. Може застосовуватися з протипіхотними осколковими мінами ОЗМ-72, МОН-50, МОН-90, МОН-100, МОН-200.

## Конструкція
Підривник МВЕ-72 складається з корпусу, у якому змонтовано електронний блок і піротехнічний вмикач, стакана з джерелом струму (елемент R20), накольного механізму, сполученого з електронним блоком проводами, і обривного датчика. Зверху на корпусі розташований терковий запальник, яким приводиться в дію піротехнічний вмикач. Обривний датчик підключається до гнізда на корпусі.
Накольний механізм має в центральному каналі електрозапалювач НХ-ПЧ і ударник. У корпусі накольного механізму є внутрішня різьба М10-1 для закручування на втулку міни або на різьбу запалу МД-5М.
Обривний датчик складається з емальованого обмотувального проводу діаметром 0,14 мм, складеного вдвічі. Довжина подвійного проводу 50 м. До кінців проводу приєднано штекер, який включається в гніздо на корпусі підривника.

## Принцип дії
При висмикуванні тертки спрацьовує терковий запальник, від якого загоряється піротехнічний уповільнювач. За 50-80 с запалюється пороховий заряд. Тиском порохових газів приводиться в дію піротехнічний вимикач і підключає джерело струму до електронного блоку. Не більше ніж за 100 с після підключення джерела струму заряджається бойовий конденсатор. Таким чином, за 50-180 с після висмикування тертки підривник переходить у бойове положення.
При розриві проводу обривного датчика цілі електронний блок подає розряд на електрозапалювач накольного механізму. Електрозапалювач спрацьовує, газами штовхається ударник, який наколює капсуль-запалювач міни (запал МД-5М) і викликає вибух.